# 112 (телефон за спешни случаи)
112 е общ европейски телефонен номер за спешни повиквания, който може да се набира безплатно от всеки стационарен или мобилен телефон. Не е нужно набирането на код на населеното място за връзка с местните служби за спешна помощ (полиция, спешна медицинска помощ, пожарна и спасителни служби).
В повечето страни неправомерното използване на номер 112 подлежи на наказателна отговорност, също както е при другите номера за спешни повиквания.

## Държави
112 може да се използва във всички 27 страни членки на Европейския съюз, както и в други страни като Исландия, Норвегия, Швейцария, Турция, Украйна, Русия. Дори в САЩ и Канада обаждащият се на номер 112 се пренасочва автоматично към полиция, спешна медицинска помощ, пожарна или спасителен център. Някои страни от Латинска Америка също ползват за спешни повиквания номер 112 – например Коста Рика. Освен това телефон 112 се използва в Тихоокеанския регион, например във Вануату и Нова Зеландия.
В някои страни от ЕС все още могат да бъдат валидни и други национални номера за спешни повиквания.
В няколко страни контролните центрове на 112 са в състояние да се справят със спешни повиквания на няколко езика.

## Особености при повикване с мобилен телефон
Спешните повиквания са с предимство при претоварване на мобилната телефонна мрежа, така че първата следваща свободна линия се предоставя за спешното повикване.
За да се избегнат злоупотреби, в някои страни (като Белгия, Италия, Румъния, Швейцария, Великобритания, Кипър и Германия) спешно повикване от мобилен телефон може да бъде направено само с активна SIM карта. Ако телефонът е извън покритието на даден мобилен оператор и на дисплея се изписва означението „Само спешни повиквания", то ще бъде прието чрез мрежа на друг мобилен оператор.
Ако предплатената карта на даден мобилен телефон е празна, повикването на номер 112 за спешна помощ все още може да бъде извършено.
В ЕС не е необходимо да отключите мобилния си телефон или да въведете PIN кода на картата, за да наберете 112.

## История
Въвеждането на номера за спешни повиквания е решено и прието от ЕС и Съвета на министрите през 1991 г. по предложение на Европейската комисия. Оттогава телефон 112 бива консолидиран в рамките на по-нататъшния законодателен процес.
През 2007 г. Европейският парламент установява, че твърде малко хора са осведомени за номер 112 и къде може да бъде използван. През 2008 г. едва 22% от населението на ЕС е наясно с възможността за общоевропейската му употреба. За да повиши осведомеността относно номер 112, през 2009 г. е издадена тристранна резолюция на Европейската комисия, Европейския парламент и Съвета на ЕС, която обявява 11 февруари за „европейски ден на номер 112“.
През 2013 г. вече средно 27% от гражданите на ЕС знаят за общоевропейската употреба на 112. Процентът в България през февруари 2013 г. е 37%.
Общата система за спешна помощ на номер 112 свързва всички спасителни организации в ЕС и е символ на европейската култура на взаимопомощ. С увеличаване на значимостта на 112 като общоевропейски номер за спешни повиквания номерът става и символ на Европейския съюз.